# Кубок Казахстана по пляжному футболу
Кубок Казахстана по пляжному футболу — соревнование по пляжному футболу, проводимое среди клубов Казахстана под эгидой КФФ. Наиболее титулованным клубом является Арман (Павлодар), побеждавшем в Кубке Казахстана пять раз.

## Результаты
| Год  | 1 место          | 2 место            | 3 место                |
| ---- | ---------------- | ------------------ | ---------------------- |
| 2010 | Капшагай         |                    |                        |
| 2011 | Арман (Павлодар) | Капчагай           | Ушкын-Искра            |
| 2016 | Арман (Павлодар) | Ушкын-Искра        |                        |
| 2018 | Арман (Павлодар) | ДЮСШ № 7 (Шымкент) | Кете Логистик (Алматы) |
| 2019 | Арман (Павлодар) | Капчагай           | Жасыбай                |
| 2022 | Арман (Павлодар) | Малайсары          |                        |

### Достижения
- Арман (Павлодар) (5): 2011, 2016, 2018, 2019, 2022
- Капшагай (1): 2010

## Лучшие игроки
| Год  | Лучший вратарь              | Лучший защитник            | Лучший нападающий             | Лучший игрок            |
| ---- | --------------------------- | -------------------------- | ----------------------------- | ----------------------- |
| 2010 | Азамат Ахтаев (Капшагай)    | Асхат Мусатаев (Арман)     | Нуржан Абдрасилов (Елсана)    | Виталий Яловцев (Арман) |
| 2011 | Виктор Чорный (Арман)       | Дархан Биболатов (Елсана)  | Владимир Третьяков (Жерим)    |                         |
| 2018 | Юрий Певень (Кете Логистик) | Игорь Скударнов (ДЮСШ № 7) | Бахытжан Арбагулов (Капшагай) | Игорь Демешко (Арман)   |
| 2019 | Кирилл Штонда (Жасыбай)     | Канат Лес (ДЮСШ № 7)       | Бахытжан Арбагулов (Капчагай) | Виктор Чорный (Арман)   |

## Лучшие бомбардиры
| Год  | Имя                         | Голов |
| ---- | --------------------------- | ----- |
| 2010 | Бауыржан Алибаев (Капшагай) | 11    |
| 2011 | Муслим Гусейнов (Адай)      |       |
| 2019 | Баянбек Муралинов (Арман)   | 12    |

## Суперкубок Казахстана
| Год  | 1 место          | 2 место                      |
| ---- | ---------------- | ---------------------------- |
| 2010 | Арман (Павлодар) | Барыс (Алматинская область). |
| 2014 | Ушкын-Искра      | Арман (Павлодар)             |
| 2015 | Арман (Павлодар) | Ушкын-Искра                  |
| 2019 | Арман (Павлодар) | Капчагай                     |